# Cypretta brevisaepta
Cypretta brevisaepta is een mosselkreeftjessoort uit de familie van de Cyprididae. De wetenschappelijke naam van de soort is voor het eerst geldig gepubliceerd in 1934 door Furtos.